# سیارک ۱۴۵۰۴
سیارک ۱۴۵۰۴ (به انگلیسی: 14504 Tsujimura، نامگذاری:1995YL3) چهارده هزار و پانصد و چهارمین سیارک کشف شده‌است که در ۲۷ دسامبر ۱۹۹۵ کشف شد.
قدر مطلق سیارک برابر ۱۴.۸ است.